# Solbus

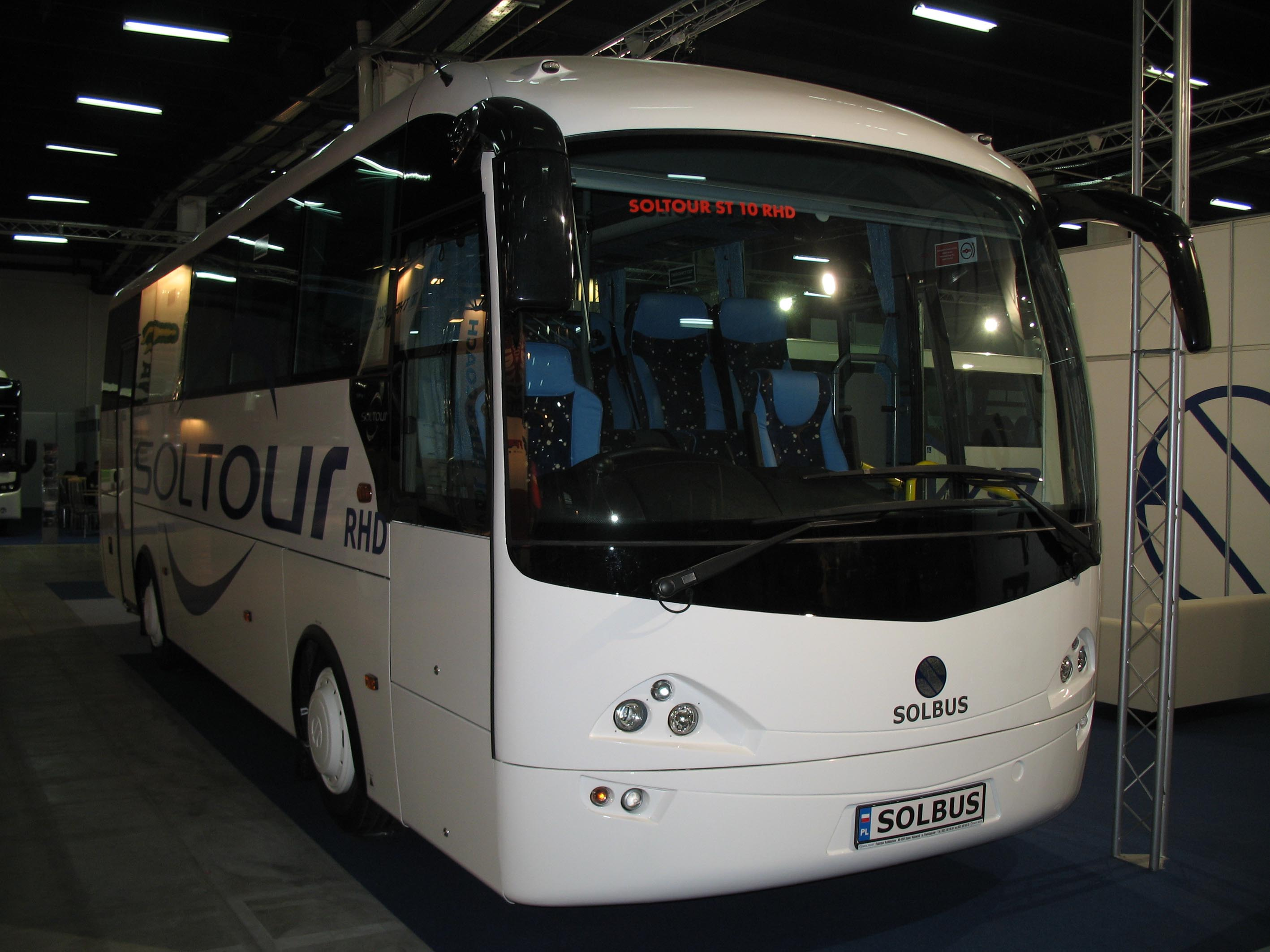
Solbus Soltour 10 RHD

Solbus est une marque d'autobus urbains, interurbains et de tourisme. Les bus sont fabriqués par la compagnie polonaise Solbus S.A., dans les ateliers qui se trouvent près de Solec Kujawski.